# OMN
OMN is een historisch merk van motorfietsen.
De bedrijfsnaam was Motocicli O.M.N, Navarra (1924-1925).
Italiaans merk dat in 1924 en 1925 motorfietsen met 147- en 172 cc Villiers-motoren samenstelde.